# Kasteelhoeve Hartelstein
Kasteelhoeve Hartelstein is een kasteelboerderij gelegen aan Hartelstein 204, nabij het dorp Itteren, in het noordoosten van de Nederlandse gemeente Maastricht. De kasteelachtige vierkantshoeve is een overblijfsel van het in de 17e eeuw gesloopte Kasteel Hartelstein. Het gebouw is sinds 1966 een rijksmonument. In de kasteelhoeve is een archeologisch centrum en een kringloopwinkel gevestigd.

## Geschiedenis
De eerste, onbetwiste vermelding van Hartelstein dateert uit 1365, maar mogelijk was het kasteel veel ouder. In 1381 werd het huis, toen in bezit van Engelbert van Schoonvorst, verheven tot Valkenburgs grootleen. Van 1415 tot 1451 was het in bezit van de familie Van Ghoir. In 1451 kwam het in handen van Conraad van Horion en Aleidis van Tzevel, en in 1475 werd het door Gerard van Ghoor verworven door vererving. Het kasteel werd in de 16e eeuw nog bewoond. In 1598 werd het geschonken aan Charles de Billehé. In 1629 werd er een garnizoen in gehuisvest. In 1696 was het landgoed eigendom van Johan Bernard van Volckershoven, Staats kwartiermeester, die de kasteelboerderij verpachtte aan Hans Peter de la Haye. Het kasteel zelf was toen waarschijnlijk al verdwenen. Na de familie Van Volckershoven was de familie Van Dopff enige tijd eigenaar. In 1750 verkochten de laatsten de kasteelhoeve aan Willem van Mewen (Van Meeuwen). In 1785 werd het goed, dat als leen van Valkenburg onder Bunde viel, bij Itteren gevoegd.
In 1916 werd de kasteelhoeve met omliggende landerijen, toen 114 ha omvattend, eigendom van Almédée Tielens.

## Huidige functie

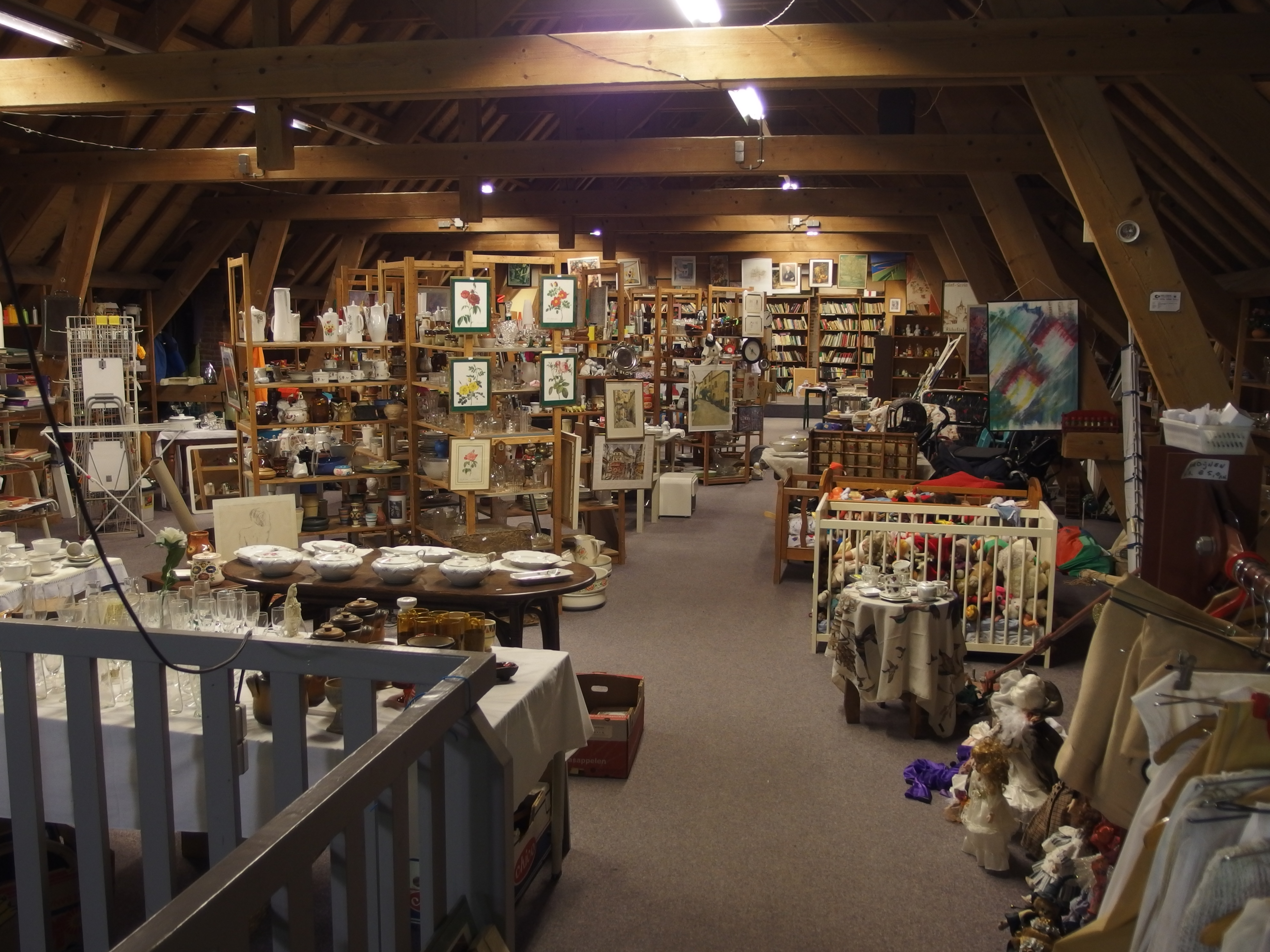
Kringloopwinkel op de zolderverdieping (2013)

In het gebouw is sinds 1985 een woonwerkgemeenschap voor mensen met psychische of sociale problemen gevestigd. In samenwerking met stichting Emmaus runnen ze er een kringloopwinkel. In 2022 stopte de woonwerkgemeenschap met de daklozenopvang, die er tientallen jaren plaatsvond, onder meer doordat de gemeentelijke subsidie niet toereikend was.
In maart 2020 vond de opening plaats van het Archeologisch Bezoekerscentrum Kasteelhoeve Hartelstein. Het bezoekerscentrum is een initiatief van de provincie Limburg, de gemeente Maastricht en het Consortium Grensmaas. Er worden artefacten uit het gehele Grensmaasgebied tentoongesteld, waarbij een keuze wordt gemaakt uit meer dan 10.000 archeologische vondsten. Daartoe behoren resten van een Romeinse villa, een Karolingisch koningsgraf, wapentuig van Vikingen, zwaarden en mortieren uit diverse oorlogsperioden, het grootste paardengraf van Europa, landbouwgereedschappen, scheepswerktuigen en scheepsladingen van de afgelopen tweeduizend jaar. Het is de bedoeling dat elk half jaar een nieuwe selectie is te zien. Enkele topstukken, waaronder een vitrine met een van de skeletten van het paardengraf van Borgharen, worden permanent tentoongesteld.

## Grindwinning en natuurontwikkeling
Het gebied rondom de hoeve is van 2008 tot 2018 vergraven in het kader van het Grensmaasproject. De zand- en grindwinning ging gepaard met natuurontwikkeling. Het voornaamste doel was echter om toekomstige overstromingen te voorkomen. Na afronding van de werkzaamheden is een waterrijk natuurgebied ontstaan, waar gallowayrunderen en konikspaarden voor de begrazing zorgen.

## Beschrijving
Het eigenlijke kasteel was volgens de Villaretkaart (1745-1748) een U-vormig gebouw op een omgracht eiland en bereikbaar via een brug vanaf het eveneens omgrachte terrein van de huidige kasteelhoeve. Deze ligt ten zuidoosten van het oorspronkelijke kasteel en ligt evenwijdig aan de verdwenen toegangslaan. Vermoedelijk werd het adellijk huis in het laatste kwart van de 18e eeuw gesloopt. Hiervan resteren alleen nog enkele fundamenten. De resterende kasteelhoeve met bijgebouwen is een vierkantshoeve van baksteen. De grote schuur die tegenover de hoeve ligt en eveneens langs de toegangslaan, dateert uit de 19e eeuw. Aan de oostzijde een vrijstaand bakhuis uit de 17e of 18e eeuw.
Het is een grotendeels gesloten hoeve waarvan de westelijke vleugels begin 17e eeuw zijn gebouwd. Er waren aanvankelijk twee ronde hoektorens, maar in 1926 werd een ervan afgebroken. Waarschijnlijk als gevolg van verzakkingen volgend op de overstroming van de Maas in dat jaar. Van de andere toren werd nadien de kap gewijzigd. De overige delen van de hoeve zijn 18e-eeuws. Op een der sluitstenen staat het jaartal 1705 en het wapen van de familie Van Volckershoven afgebeeld. Op de binnenplaats is een 17e-eeuwse rondboogpoort met valbrugsponning ingebouwd, die afkomstig is van het gesloopte kasteel of van een poortgebouw dat toegang gaf tot het eiland met de kasteelhoeve. In het interieur van het woonhuis bevindt zich een 17e-eeuwse schouw.
In de directe omgeving ligt de zogenaamde Kleine Geul, de benedenloop van de Geul. Dit gebied is grotendeels vergraven in het kader van het Grensmaasproject ten behoeve van grindwinning, waterbeheersing en natuurontwikkeling.

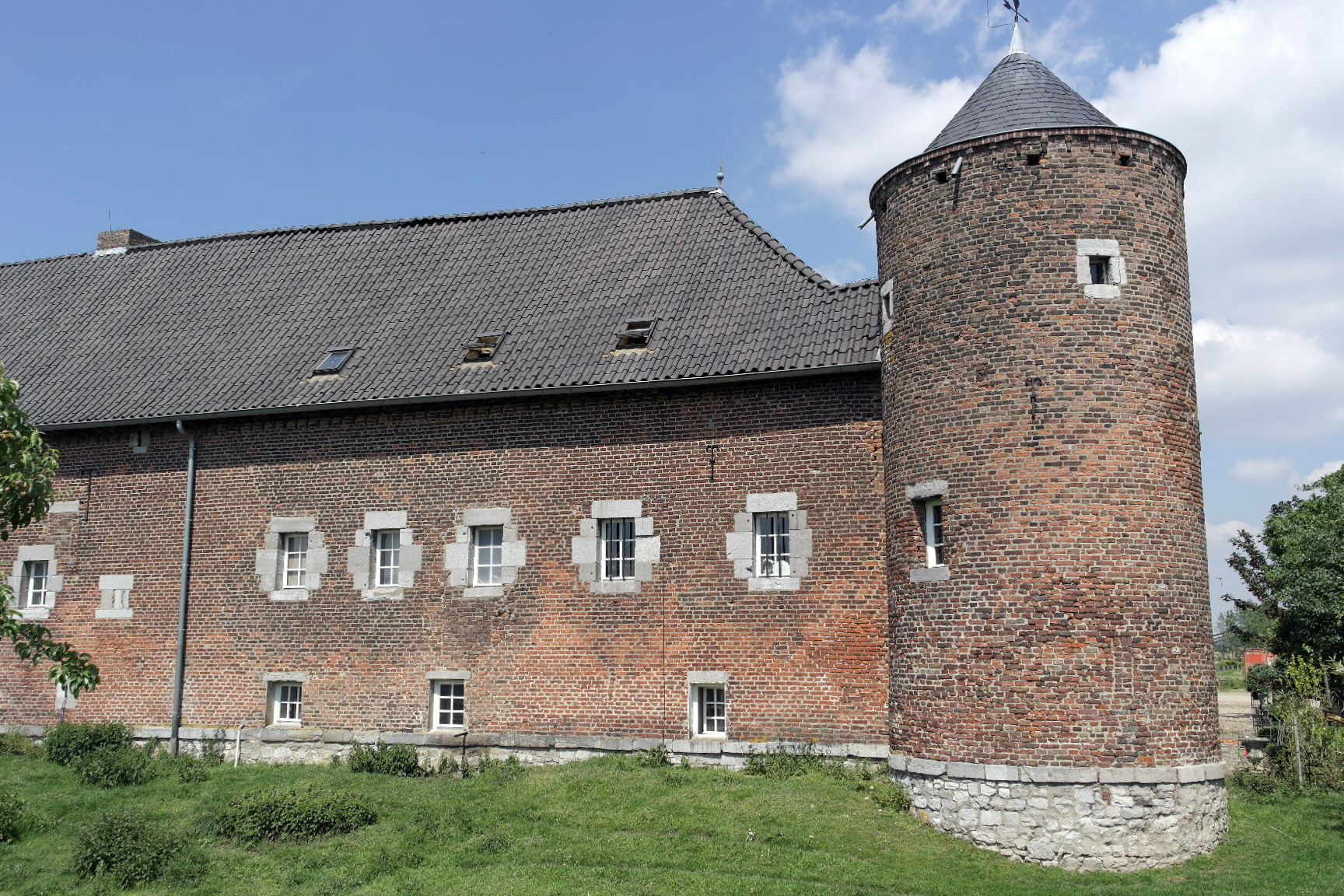
Zicht vanuit het zuiden
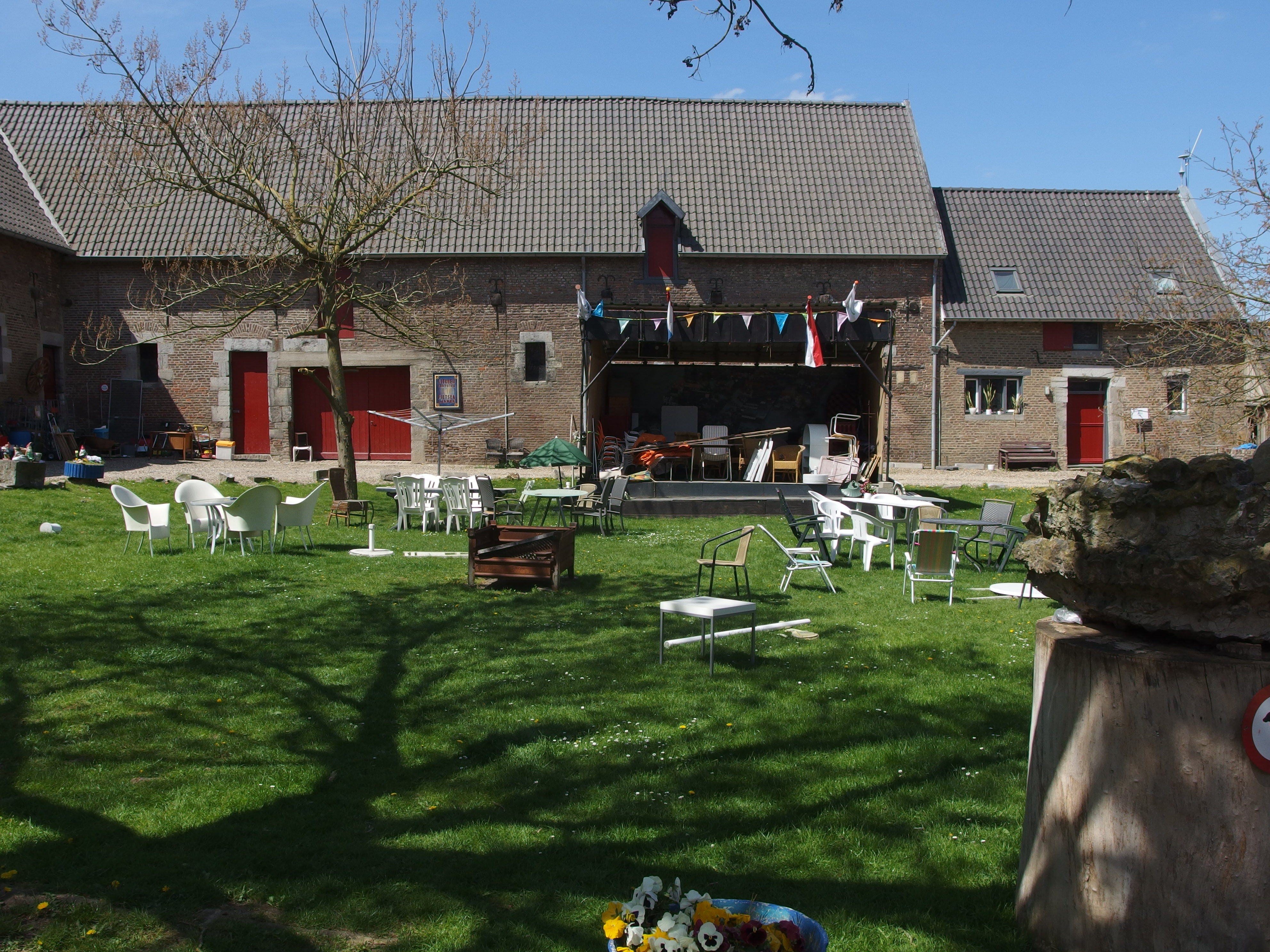
Vanaf de binnenplaats
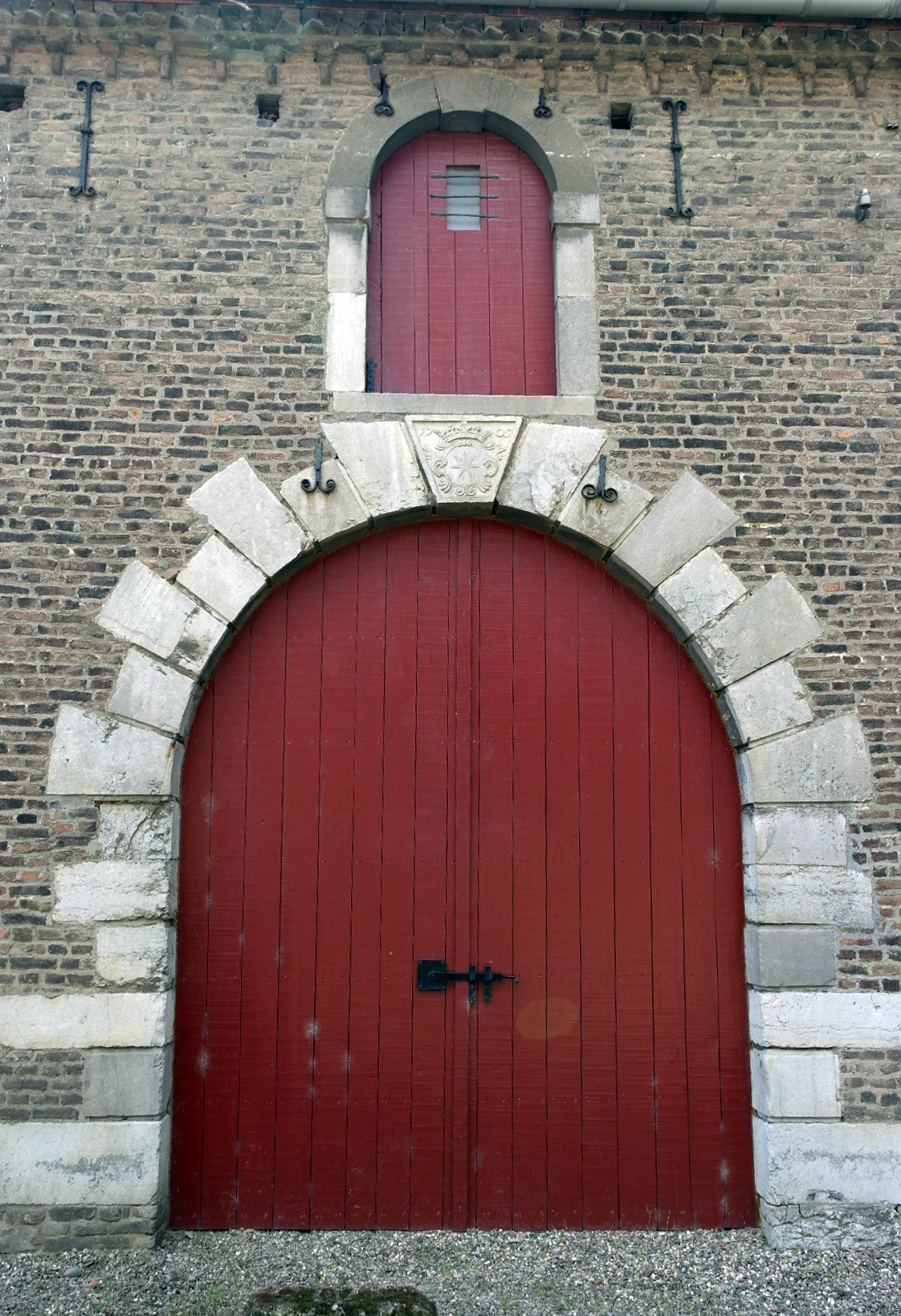
Monumentale poort
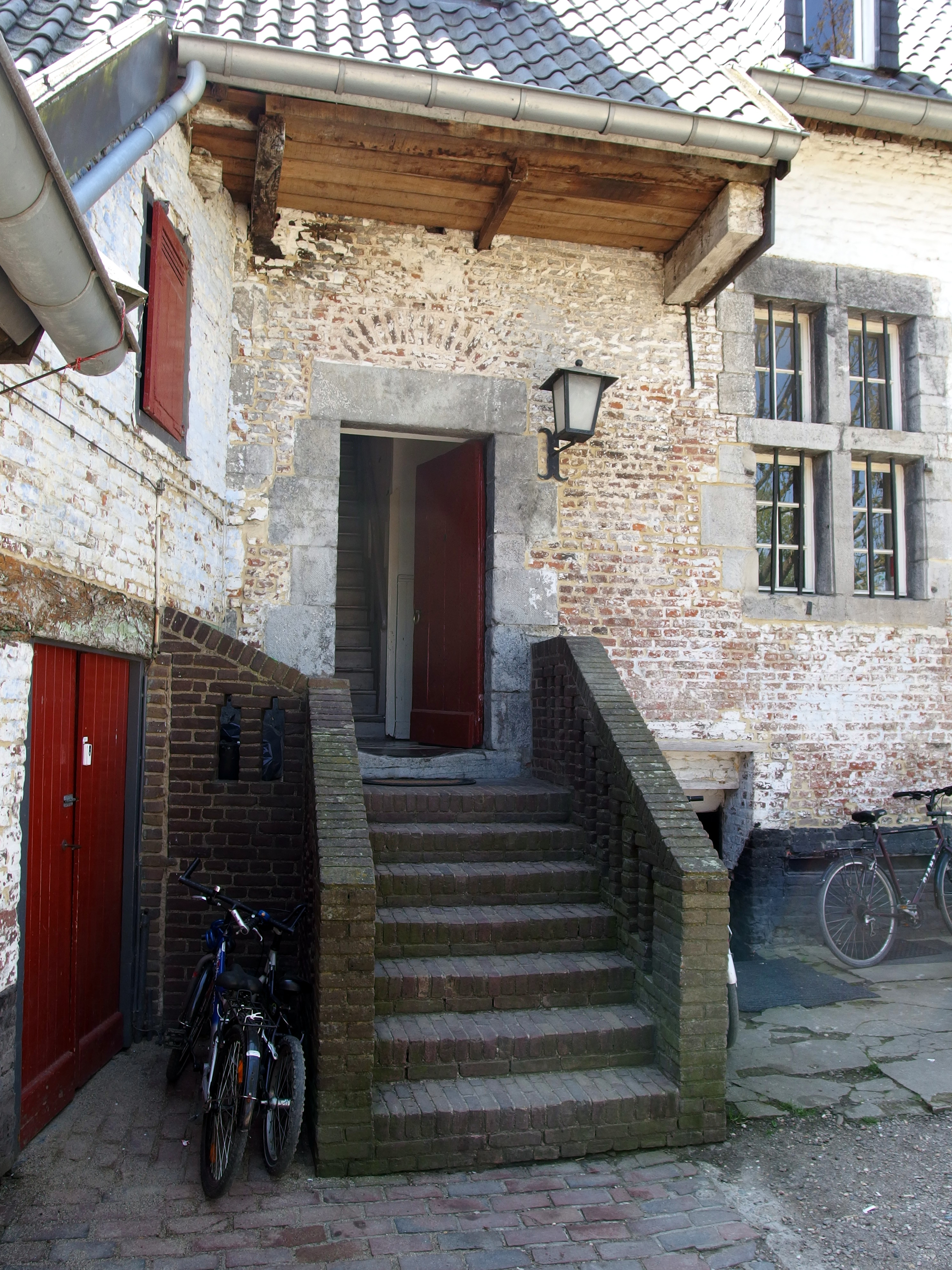
Entree